# 細川哲士
細川 哲士（ほそかわ さとし、1942年11月4日 - ）は、日本の文学者。立教大学名誉教授。専攻は中世フランス文学。東京都八王子市出身。

## 略歴

### 学歴
- 1967年3月：立教大学文学部フランス文学科　卒業
- 1970年3月：東京大学大学院人文科学研究科仏語仏文学専門課程修士課程修了
- 1975年4月：東京大学大学院人文科学研究科仏語仏文学専門課程博士課程中退
- 1971年10月：パリ第4大学（フランス）博士課程、高等研究実習学院でロマンス語文献学を学ぶ（1975年3月まで）
- 1990年4月：パリ大学 ロマンス語文献学研究（1991年3月まで）

### 職歴
- 1976年4月：立教大学一般教育部フランス語科専任講師
- 1978年4月：立教大学文学部フランス文学科助教授
- 1985年4月：立教大学文学部フランス文学科教授
- 2006年4月：立教大学文学部文学科フランス文学専修教授
- 2008年3月：同上を定年により退職

## 所属学会
- 日本フランス語フランス文学会
- 日本フランス語学会
- 日本18世紀学会
- 国際アーサー王学会（国外）
- ランセスバルス(武勲詩)学会（国外）

## 著書
- 『ランドネに行こう -フランス探検-』岩波書店、1994年

### 翻訳
- 『フランソワ・ヴィヨン』（思潮社、1981年11月） - 共編訳書
- 『カナリア諸島征服記 大航海時代叢書 II、1』岩波書店、1984年
- 『マルグリット・ドワン 「鏡」中世思想原典集成』（平凡社、2002年）
- 『フランス中世文学名作選』松原秀一,天沢退二郎,原野昇編訳 篠田勝英,鈴木覺,瀬戸直彦,福本直之,横山安由美共訳 白水社 2013

## 主要論文
- 『“そらまめ”をめぐって（ジャンヌ・ダルクとフレール・リシャール）』（「立教大学研究報告」36号、1977年、p57-p102） - 論文筆頭
- 『ヴィヨン・微笑I』（東京女子大学「フランス手帖」、1977年、p15-p20）
- 『ヴィヨン・微笑II』（東京女子大学「フランス手帖」、1979年、p58-p64） - 論文筆頭
- 『ラブレーと教育』（上智大学中世思想研究所「教育の歴史・ルネサンスの教育思想」、東洋館出版社、1986年11月、p55-p83）
- 『ヴィヨン・微論III』（東京女子大学「フランス手帖」、1988年、p51-p60） - 論文筆頭
- 『先生の値段 -ギョーム・ビュデのこと-』（東京大学仏文学研究室「仏語仏文学研究」5号、1990年8月、p77-p92） - 論文筆頭
- 『ある怪獣の正体 -「フォーベル物語」とは-』（立教大学「フランス文学」20号、1991年3月、p223-p237） - 論文筆頭
- 『ラブレーの嘲笑』（「大修館」23巻12号、1994年12月、p62-p67） - 共著

## その他
- 柔道の有段者である。
- 東京大学在席時の恩師に、フランス語学者の朝倉季雄がいる。
- その体格の通り、三度の飯より飯が好きなようである。愛妻弁当を食べた後に会議で出た弁当を食べ、同僚を驚かせたりするほどの大食漢で知られている。
- 中古のカメラを買ってきて分解するという、変わった趣味を持っている。
- 文法の授業にもかかわらず、歌を歌ったりとユニークな授業を行ったりする。
- 大学での授業のほかに、30年以上「中世仏文学読書会」という勉強会を催しており、自分でも楽しみながら、同好の士を増やし続けている。